# Break the Rules (chanson de Charli XCX)
Pour les articles homonymes, voir Break the Rules.
Singles de Charli XCX
Boom Clap
(2014) Doing It
(2015)
Break the Rules est une chanson de l'auteure-compositrice-interprète britannique Charli XCX sortie le 19 août 2014. Elle est extraite de son deuxième album studio, Sucker.

## Clip vidéo
Le clip vidéo de Break the Rules est inspiré de plusieurs films, dont Jawbreaker et Carrie au bal du diable. Charli XCX incarne une lycéenne et l'actrice Rose McGowan fait un caméo.

## Classements et certifications
| Classement (2014-15)                    | Meilleure position |
| --------------------------------------- | ------------------ |
| Allemagne (GfK Entertainment)           | 4                  |
| Australie (ARIA)                        | 10                 |
| Autriche (Ö3 Austria Top 40)            | 6                  |
| Belgique (Flandre Ultratop 50 Singles)  | 17                 |
| Belgique (Flandre Ultratop 50 Airplay)  | 15                 |
| Belgique (Wallonie Ultratop 50 Singles) | 14                 |
| Belgique (Wallonie Ultratop 50 Airplay) | 7                  |
| Canada (Hot 100)                        | 69                 |
| Canada (CHR/Top 40)                     | 40                 |
| Canada (Digital Songs)                  | 50                 |
| Écosse (OCC)                            | 15                 |
| États-Unis (Hot 100)                    | 91                 |
| États-Unis (Dance/Mix Show Airplay)     | 39                 |
| États-Unis (Dance Club Songs)           | 36                 |
| États-Unis (Pop Airplay)                | 27                 |
| Europe (Digital Song Sales)             | 18                 |
| France (SNEP)                           | 13                 |
| France (SNEP Radio)                     | 5                  |
| Irlande (IRMA)                          | 46                 |
| Japon (Hot 100)                         | 62                 |
| Norvège (VG-lista)                      | 34                 |
| Nouvelle-Zélande (RMNZ)                 | 31                 |
| Pologne (Dance Top 50)                  | 42                 |
| Royaume-Uni (UK Singles Chart)          | 35                 |
| Suisse (Schweizer Hitparade)            | 13                 |
| Tchéquie (IFPI Rádio)                   | 22                 |

| Classement (2015)             | Position |
| ----------------------------- | -------- |
| Allemagne (GfK Entertainment) | 65       |
| Autriche (Ö3 Austria Top 40)  | 57       |
| Belgique (Flandre Ultratop)   | 72       |
| Belgique (Wallonie Ultratop)  | 65       |
| France (SNEP)                 | 59       |

| Région | Certification | Ventes/Streams |
| --- | ------------- | -------------- |
| Allemagne (BVMI) | Or            | 200 000‡       |
| Australie (ARIA) | Platine       | 70 000^        |
| Canada (Music Canada) | Or            | 40 000‡        |
| États-Unis (RIAA) | Or            | 500 000‡       |
| *Ventes selon la certification ^Mise en rayon selon la certification xNon précisé par la certification ‡ventes/streaming selon la certification |               |                |